# Michele Esposito (Musiker)

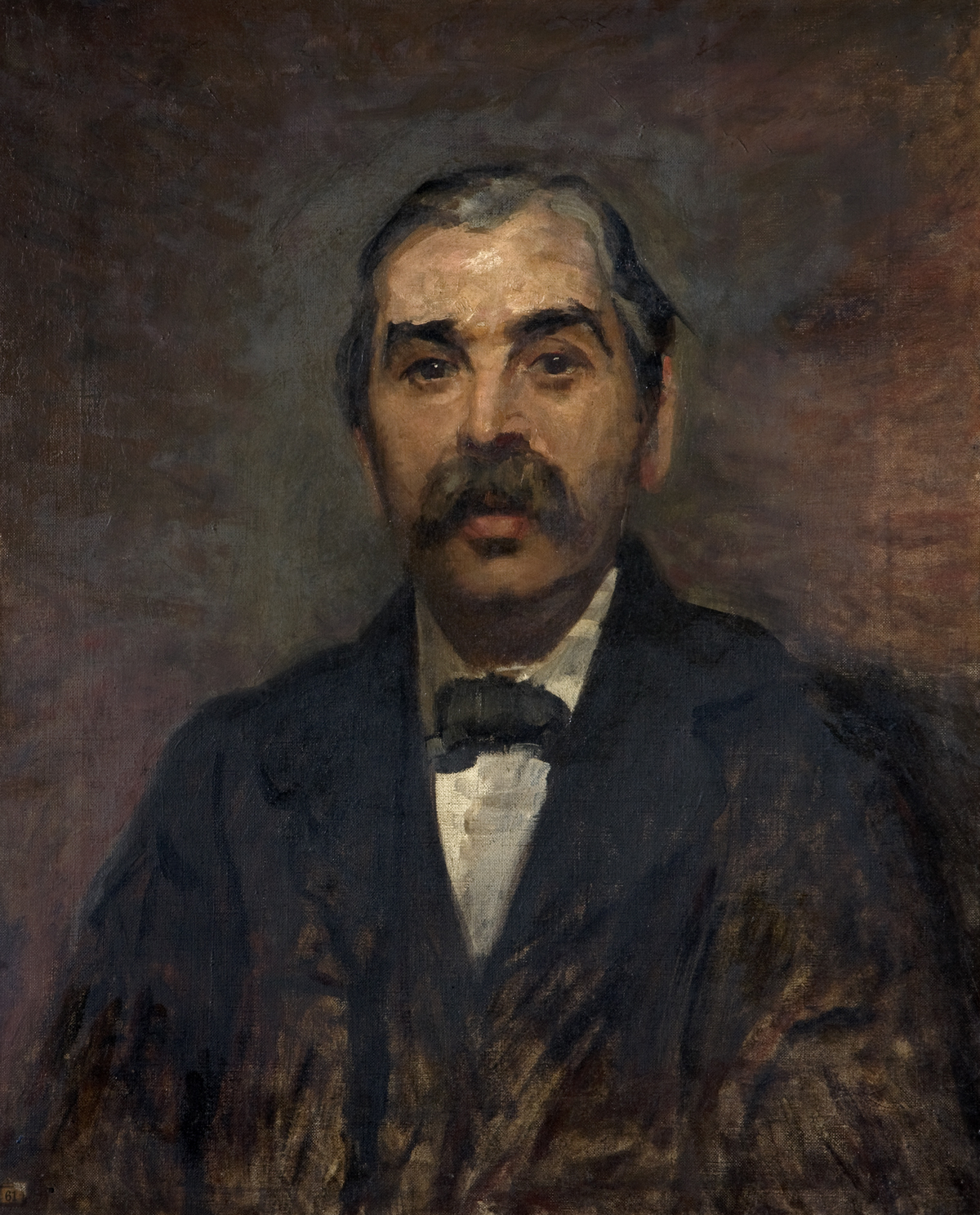
Michele Esposito

Michele Esposito (geb. am 25. September 1855 in Castellmare bei Neapel, Italien; gest. 1929 in Florenz) war ein italienischer Pianist, Dirigent und Komponist, der lange Zeit seines Lebens in Dublin in Irland wirkte.

## Leben und Werk
Im Alter von zehn Jahren trat er in das Konservatorium von Neapel ein, wo er acht Jahre bei Beniamino Cesi (1845–1907) Klavier und bei Paolo Serrao (1830–1907) Komposition studierte. Nach einem Aufenthalt in Paris seit 1879 zog er 1882 nach Dublin, wo er an der Royal Irish Academy of Music zum Klavierprofessor berufen wurde. Er wirkte häufig bei Kammeraufführungen mit und gründete 1899 die Dublin Orchestral Society, eine Orchestergesellschaft, die er bis zu deren Auflösung 1914 leitete. Im Jahr 1917 wurde ihm von der University of Dublin die Ehrendoktorwürde verliehen. In der von Gino Tagliapietra herausgegebenen Anthologie alter und neuer Musik für Klavier (Ricordi) fand seine Ballade, Op. 59, No. 2, Aufnahme.

## Werke (Auswahl)
(Tagliapietra, VIII)
- Dirdre, Kantate, mit dem Feis Ceoil-Preis ausgezeichnet (1897)
- Sonate für Cello  und Klavier
- zwei Streichquartette
- Eine Symphonische Dichtung
- Irländische Rhapsodien
- Fantasie für 2 Klaviere
- drei Opern
- The Postbag,  Operette
- Lieder
- Klavierwerke
- Otello: Ouvertüre
- Orchesterwerke